# 361. brigada za civilne zadeve (ZDA)
361. brigada za civilne zadeve (izvirno angleško 361st Civil Affairs Brigade) je bila brigada za civilne zadeve Kopenske vojske Združenih držav Amerike.

## Zgodovina
Brigada je bila ustanovljena leta 1975 s preoblikovanjem 81. rezervnega poveljstva Kopenske vojske ZDA in bila oktobra 1999 preoblikovana v 350. poveljstvo za civilne zadeve.